# Union Bridge (Maryland)
Union Bridge è un comune degli Stati Uniti d'America, situato nello stato del Maryland, nella contea di Carroll.